# Aechmea froesii
Aechmea froesii är en gräsväxtart som först beskrevs av Lyman Bradford Smith, och fick sitt nu gällande namn av Elton Martinez Carvalho Leme och José A. Siqueira Filho. Aechmea froesii ingår i släktet Aechmea och familjen Bromeliaceae. Inga underarter finns listade i Catalogue of Life.